# Dieter Geuenich

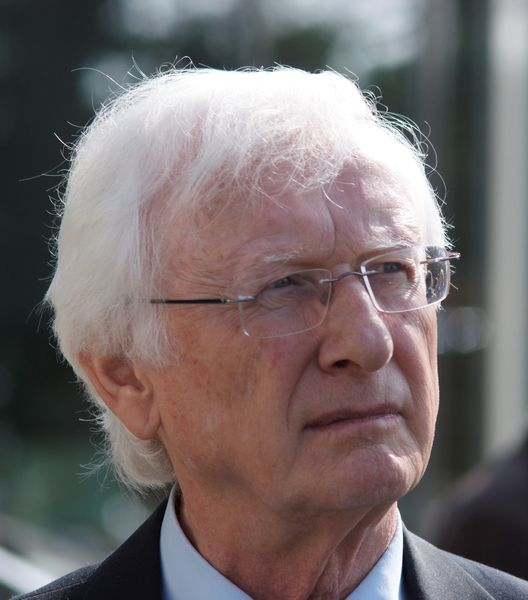
Dieter Geuenich im Jahr 2012 von Werner Maleczek aufgenommen.

Hans-Dieter Geuenich (* 17. Februar 1943 in Honnef) ist ein deutscher Historiker, der vor allem auf den Gebieten mittelalterlicher Personennamenforschung, der Alemannen-Forschung sowie der Geschichte des Niederrheins hervorgetreten ist.

## Leben und Wirken
Dieter Geuenich studierte Geschichte, Germanistik, Theologie und Philosophie an den Universitäten Bonn und Münster. Von 1969 bis 1972 war er wissenschaftlicher Mitarbeiter im Sonderforschungsbereich „Mittelalterforschung“ an der Universität Münster. 1972 wurde er in Münster bei Karl Schmid promoviert. Von 1973 bis 1982 war er wissenschaftlicher Assistent am Historischen Seminar an der Albert-Ludwigs-Universität Freiburg. 1981 habilitierte er sich in Freiburg im Breisgau für „Mittlere und Neuere Geschichte und Geschichtliche Landeskunde“. Von 1982 bis 1987 war Geuenich als Professor für Geschichte des Mittelalters in Freiburg tätig, bevor er nach einem Intermezzo als Gastdozent 1987/88 am Deutschen Historischen Institut in Rom 1989 einem Ruf auf den Lehrstuhl für mittelalterliche Geschichte der Universität Duisburg folgte. 1992/93 war er Gastprofessor in Tokio und 1994 Gastprofessor in Los Angeles. 2000 wurde er korrespondierendes Mitglied der Akademie der Wissenschaften zu Göttingen. Von 2004 bis 2008 lehrte Geuenich als Professor an der Universität Duisburg-Essen. Als akademischer Lehrer betreute er zwölf Dissertationen.
Geuenich veröffentlichte 1997 eine Überblicksdarstellung zu den Alamannen, die 2005 in zweiter Auflage erschien. In Duisburg initiierte und beförderte Geuenich diverse Projekte, wie das interdisziplinäre DFG-Projekt „Nomen et Gens“, das Institut für niederrheinische Kulturgeschichte und Regionalentwicklung (InKuR), als dessen Geschäftsführender Direktor er bis 2007 tätig war, oder den Verein Niederrhein-Akademie/Academie Nederrijn in Xanten, als deren Vorsitzender er tätig ist. Geuenich ist Reihenherausgeber der Xantener Vorträge zur Geschichte des Niederrheins. Darüber hinaus ist Geuenich Mitglied des Lenkungsausschusses im Euregio Study Program (ESPRO) und Mitherausgeber des Reallexikons der Germanischen Altertumskunde. Er legte mit Uwe Ludwig eine Edition der beiden St. Galler Verbrüderungsbücher vor. Mit Irmgard Hantsche gab er 2007 die Beiträge eines wissenschaftlichen Kolloquiums, veranstaltet im Oktober 2005 anlässlich des 350. Jahrestages der Gründung der alten Duisburger Universität, heraus.
Für seine Verdienste wurde Dieter Geuenich 2005 durch den Duisburger Oberbürgermeister Adolf Sauerland mit der Mercator-Ehrennadel der Stadt Duisburg und 2015 mit der Ehrennadel des Landes Baden-Württemberg ausgezeichnet. 2025 erhielt er das Bundesverdienstkreuz am Bande.
Bei den Kommunalwahlen in Baden-Württemberg 2019 wurde Dieter Geuenich für die Freien Wähler in den Gemeinderat von Denzlingen gewählt.

## Schriften (Auswahl)
Ein Schriftenverzeichnis bis zum Jahr 2008 erschien in: Uwe Ludwig und Thomas Schilp (Hrsg.): Nomen et Fraternitas. Festschrift für Dieter Geuenich zum 65. Geburtstag (= Reallexikon der Germanischen Altertumskunde. Bd. 62). De Gruyter, Berlin u. a. 2008, ISBN 3-11-020238-7, S. 803–827.
Monographien
- Die Personennamen der Klostergemeinschaft von Fulda im früheren Mittelalter (= Münstersche Mittelalter-Schriften. Bd. 5). Fink, München 1976, ISBN 3-7705-1239-1 (Zugleich: Münster, Universität, Dissertation, 1972).
- Geschichte der Alemannen (= Kohlhammer-Urban-Taschenbücher. Bd. 575). Kohlhammer, Stuttgart u. a. 1997, ISBN 3-17-012095-6 (2., überarbeitete Auflage. ebenda 2005, ISBN 3-17-018227-7).

Edition
- mit Uwe Ludwig: Die St. Galler Verbrüderungsbücher (= Monumenta Germaniae historica. Libri memoriales et necrologia, Nova series. Bd. 9). Harrassowitz, Wiesbaden 2019, ISBN 978-3-447-10077-9.

Herausgeberschaften
- mit Otto Gerhard Oexle: Memoria in der Gesellschaft des Mittelalters (= Veröffentlichungen des Max-Planck-Instituts für Geschichte. Bd. 111). Vandenhoeck & Ruprecht, Göttingen 1994, ISBN 3-525-35648-X.
- Der Kulturraum Niederrhein. 2 Bände. Pomp, Bottrop u. a. 1996–1997; 
  - Band 1: Von der Antike bis zum 18. Jahrhundert. Ringvorlesung vom 18. Januar bis 24. April 1996. 1996, ISBN 3-89355-142-5;
  - Band 2: Im 19. und 20. Jahrhundert. Ringvorlesung vom 22. Januar bis 20. März 1997. 1997, ISBN 3-89355-156-5.
- mit Wolfgang Haubrichs und Jörg Jarnut: Nomen et gens. Zur historischen Aussagekraft frühmittelalterlicher Personennamen (= Reallexikon der germanischen Altertumskunde. Ergänzungsbände. Bd. 16). De Gruyter, Berlin u. a. 1997, ISBN 3-11-015809-4.
- Die Franken und die Alemannen bis zur „Schlacht bei Zülpich“ (496/97) (= Reallexikon der germanischen Altertumskunde. Ergänzungsbände. Bd. 19). De Gruyter, Berlin u. a. 1998, ISBN 3-11-015826-4.
- Köln und die Niederrheinlande in ihren historischen Raumbeziehungen (15.–20. Jahrhundert) (= Veröffentlichungen des Historischen Vereins für den Niederrhein, insbesondere das Alte Erzbistum Köln. Bd. 17). Rheinland-Verlag, Pulheim 2000, ISBN 3-7927-1836-7.
- mit Walter Berschin und Heiko Steuer: Mission und Christianisierung am Hoch- und Oberrhein (6.–8. Jahrhundert) (= Archäologie und Geschichte. Bd. 10). Thorbecke,  Stuttgart 2000, ISBN 3-7995-7360-7.
- mit Dirk Ansorge und Wilfried Loth: Wegmarken europäischer Zivilisation. Wallstein-Verlag, Göttingen 2001, ISBN 3-89244-438-2.
- mit Guillaume van Gemert: Gegenseitigkeiten. Deutsch-niederländische Wechselbeziehungen von der frühen Neuzeit bis zur Gegenwart (= Schriftenreihe der Niederrhein-Akademie. Bd. 5). Pomp, Essen 2003, ISBN 3-89355-241-3.
- Heiligenverehrung und Wallfahrten am Niederrhein (= Schriftenreihe der Niederrhein-Akademie. Bd. 6). Pomp, Essen 2004, ISBN 3-89355-250-2.
- mit Ingo Runde: Name und Gesellschaft im Frühmittelalter. Personennamen als Indikatoren für sprachliche, ethnische, soziale und kulturelle Gruppenzugehörigkeiten ihrer Träger (= Deutsche Namenforschung auf sprachgeschichtlicher Grundlage. Beiträge der „Henning-Kaufmann-Stiftung zur Förderung der Deutschen Namenforschung auf sprachgeschichtlicher Grundlage“. Bd. 2). Olms, Hildesheim u. a. 2006, ISBN 3-487-13106-4.
- mit Heinrich Beck und Heiko Steuer (Hrsg.): Altertumskunde – Altertumswissenschaft – Kulturwissenschaft. Erträge und Perspektiven nach 40 Jahren Reallexikon der Germanischen Altertumskunde (= Reallexikon der germanischen Altertumskunde. Ergänzungsbände. Bd. 77). De Gruyter, Berlin u. a. 2012, ISBN 978-3-11-027360-1.